# Liste der Monuments historiques in Moëslains
Die Liste der Monuments historiques in Moëslains führt die Monuments historiques in der französischen Gemeinde Moëslains auf.

## Liste der Immobilien
| Bezeichnung      | Beschreibung           | Standort                                      | Kennzeichnung | Schutzstatus | Datum | Bild           |
| ---------------- | ---------------------- | --------------------------------------------- | ------------- | ------------ | ----- | -------------- |
| Kapelle St-Aubin | ab dem 12. Jahrhundert | südwestlich des Ortes auf dem Friedhof (Lage) | PA00079151    | Classé       | 1862  | weitere Bilder |

## Liste der Objekte
| Bezeichnung               | Beschreibung                           | Standort                       | Kennzeichnung | Schutzstatus | Datum | Bild |
| ------------------------- | -------------------------------------- | ------------------------------ | ------------- | ------------ | ----- | ---- |
| Skulptur Madonna mit Kind | Holz, farbig gefasst, 16. Jahrhundert  | in der Kapelle St-Aubin (Lage) | PM52000904    | Classé       | 1965  |      |
| Skulptur Heiliger Albin   | Stein, farbig gefasst, 18. Jahrhundert | in der Kapelle St-Aubin (Lage) | PM52000903    | Classé       | 1908  |      |